# Jackie Moore (chanteuse)
Pour les articles homonymes, voir Jackie Moore et Moore.
Jackie Moore (née en 1946 à Jacksonville, Floride – morte le 8 novembre 2019) est une chanteuse américaine de rhythm and blues et de soul.

## Carrière
Jackie Moore est surtout connue pour le single Precious, Precious qui s'est classé à la 30e place du Billboard Hot 100 en 1971. Le disque s'est vendu à plus d'un million d'exemplaires et a été certifié disque d'or par la RIAA en mars 1971.
En 1979, sa chanson This Time Baby s'est classée à la 1re place des Hot Dance Club Songs. Ce morceau sera par la suite samplé à plusieurs reprises, notamment par les Freemasons
sur le titre Love on My  Mind en 2005. On retrouve également This Time Baby sur la bande son du jeu vidéo Grand Theft Auto: Vice City Stories.

## Discographie

### Albums studio
- 1973 : Sweet Charlie Babe
- 1975 : Make Me Feel Like a Woman
- 1979 : I'm on My Way